# Квочкін Сергій Прокофійович
Сергій Прокофійович Квочкін (рос. Сергей Прокофьевич Квочкин, нар. 6 жовтня 1938, Алмати — пом. 29 грудня 2007, Алмати) — казахський радянський футболіст, що грав на позиції нападника. По завершенні ігрової кар'єри — футбольний тренер. Майстер спорту (1963). Лауреат Ювілейної нагороди УЄФА як найвидатніший казахстанський футболіст 50-річчя (1954—2003).
Виступав в основному за алматинський клуб «Кайрат».

## Ігрова кар'єра
У дорослому футболі дебютував 1960 року виступами за команду клубу «Кайрат», в якій провів дев'ять сезонів, взявши участь у 232 матчах чемпіонату.  Більшість часу, проведеного у складі «Кайрата», був основним гравцем атакувальної ланки команди.
Завершив професійну ігрову кар'єру у клубі «Восток», за команду якого виступав протягом 1970—1971 років.

## Кар'єра тренера
Розпочав тренерську кар'єру невдовзі по завершенні кар'єри гравця, 1972 року, увійшовши до тренерського штабу клубу «Восток».
Надалі очолював команди клубів «Восток», «Торпедо» (Кокшетау) та «Екібастузець».
Останнім місцем тренерської роботи був клуб «Восток», головним тренером команди якого Сергій Квочкін був до 1986 року.
Помер 29 грудня 2007 року на 70-му році життя у місті Алмати.